# Alfredo Pérez Rubalcaba
Alfredo Pérez Rubalcaba (n. 28 iulie 1951, Solares⁠(d), Medio Cudeyo⁠(d), Cantabria, Spania – d. 10 mai 2019, Majadahonda, Spania) a fost un om politic spaniol, care a îndeplinit funcția de ministru de interne în guvernul spaniol condus de PSOE.